# ديشار حبشي
ديشار حبشي (الاسم العلمي: Pteris abyssinica) هو نوع نباتي يتبع جنس الديشار من فصيلة الديشارية.